# Baia di Campeche
La baia di Campeche (in lingua spagnola Bahía de Campeche) è una ampia insenatura del golfo del Messico meridionale delimitata della penisola dello Yucatán a oriente e dalla costa messicana a sud e a ovest.

## Geografia
La baia è delimitata a oriente e a sud-est dalla costa dello stato di Campeche, a sud dalla linea costiera dello Stato di Tabasco e a sud-est e a occidente dalla costa dello Stato di Veracruz.
Le acque della baia sono poco profonde a oriente ma raggiungono una profondità massima di circa 3000 metri nell'area nord-occidentale. Nella sua estensione più meridionale la baia assume il nome di baia di Coatzacoalcos nella quale defluisce il fiume omonimo. Altri fiumi che sfociano nella baia da ovest a est sono: Jalcomulco, Cotaxtla, Papaloapan, Grijalva e Usumacinta.
Sulla costa meridionale è situata la laguna di Términos, nella quale sfocia il fiume Candelaria, separata dal resto della baia dall'isola del Carmen. Altre lagune della costa meridionale sono la laguna Mecocán, la laguna Machona e la laguna del Carmen.
Le principali città che vi si affacciano sulla baia sono Campeche, posta sulla penisola dello Yucatan, Ciudad del Carmen e Coatzacoalcos, sulla costa meridionale, e Veracruz sulla costa occidentale.

## Storia
La prima esplorazione europea della baia fu effettuata nel 1517 dal conquistador spagnolo
Francisco Hernández de Córdoba. Il nome dato alla baia deriva dalla parola che gli indigeni usavano per chiamare il loro villaggio. L'anno successivo l'area costiera venne esplorata da Juan de Grijalva.

## Estrazione petrolifera

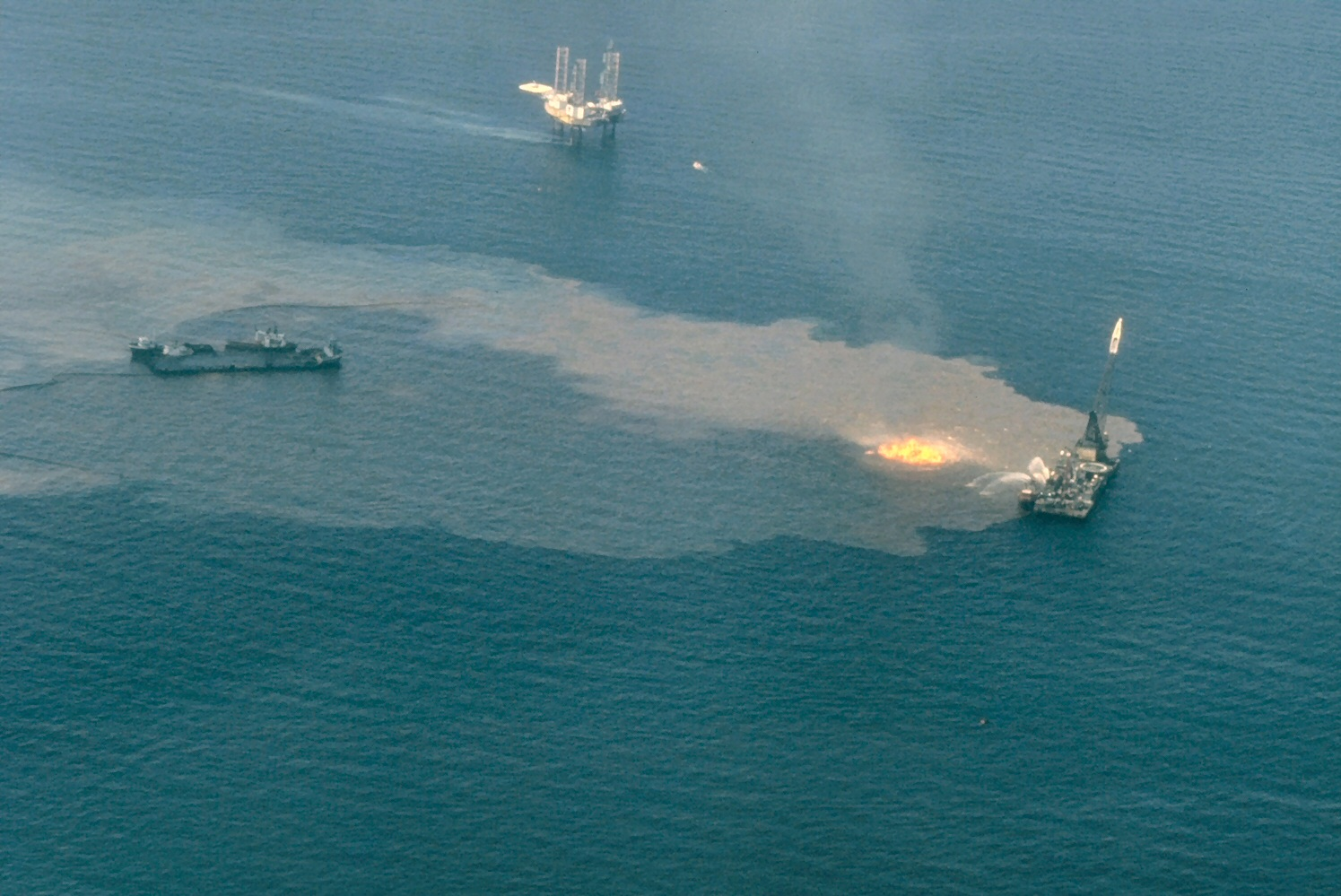
Il pozzo petrolifero IXTOC I a seguito dell'incidente del giugno 1979.

A circa 80 km dalla costa meridionale, in acque poco profonde, sono situati i campi petroliferi di Cantarell, tra i maggiori al mondo, scoperti nel 1976. Tre anni dopo venne scoperto a nord-ovest di Cantarell il campo petrolifero di Ku-Maloob-Zaap. Dall'agosto 2009 la produzione di quest'ultimo ha superato quella di Cantarell.
Il 3 giugno 1979 un incidente sulla piattaforma di esplorazione petrolifera Sedco 135F provocò la fuoriuscita di petrolio dal pozzo Ixtoc I provocando un enorme disastro ambientale. Mediamente dal pozzo uscirono dai 10,000 ai 30,000 barili di petrolio al giorno dall'incidente fino a che il pozzo fu chiuso il 30 marzo del 1980.